# Geoglifa

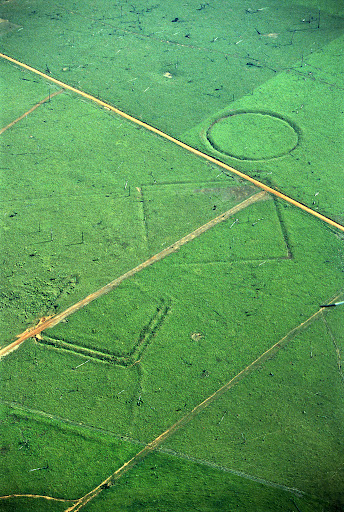
Az Amazonas menti őserdők kivágása után előtűnt egyik geoglifa

A geoglifa hatalmas, a föld felszínén kialakított ábra, melyet eredetileg ősi kultúrák hagytak ránk, de ugyanúgy ismertek jelenkori geoglifák is. A geoglifák, vagy más néven talajrajzok, ill. földvésetek gigantikus grafikák, melyeket a felszíni réteg átmozgatásával, vagy a talaj lemélyítésével, akár kővel való borításával hoznak létre. A két réteg közötti árnyalateltérés teszi lehetővé, hogy a grafikai felületként használt földterületeken kialakított ábrák jól láthatók.
A földvésetek között megkülönböztetnek negatív és pozitív geoglifákat. A negatív geoglifák a felszín lemélyítésével születnek meg, a pozitív geoglifák a felszín kavicsok, kövek – a modern geoglifák esetében akár beton –, esetleg más anyagok felületi megmunkálásával. A geoglifák a legkülönbözőbb formákat jeleníthetnek meg, egyszerű geometrikus formákat, háromszögeket, spirálokat, trapezoidokat, biomorf alakzatokat – növényeket, állatokat vagy embereket –, vagy akár ismeretlen lényeket is.     

## Ősi kultúrák

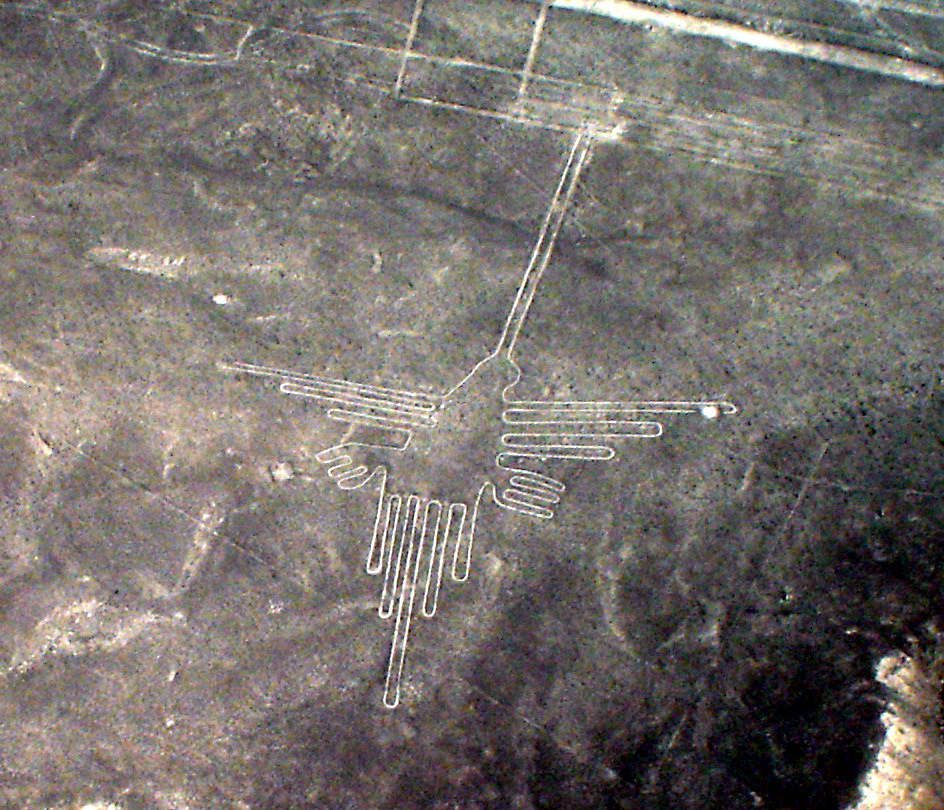
A Nazca-vonalak Peruban, a 2006-ban készült felvételen egy kolibrit ábrázoló geoglifa

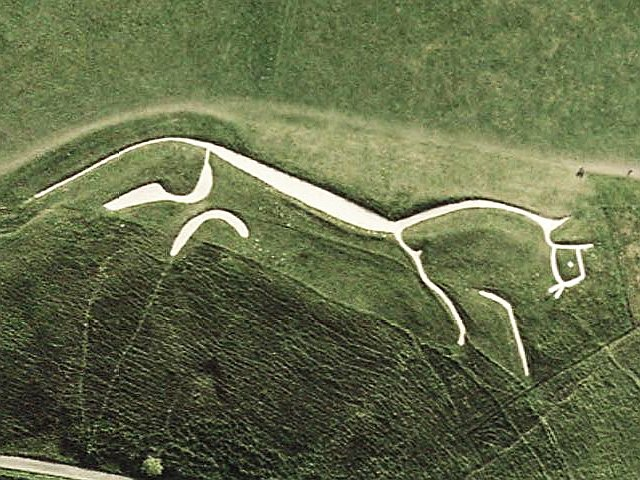
Az Uffingtoni fehér ló, Anglia

Számos hipotézis ellenére sem ismert a geoglifák alkotói számára azok milyen kulturális jelentőséggel bírtak. Az ábrák csak levegőből értelmezhetők, azaz olyan nézőpontból, amely valószínűleg nem állt a készítők rendelkezésére. A figurák korával és eredetével kapcsolatban is nagyon sok a bizonytalanság, magyarázatukra legendák és néha irracionális elméletek is születtek az évszázadok folyamán. Az ábrák, gyakran ábrarendszerek mérete és elhelyezkedése rendkívül változatos, léteznek elkülönülve kialakított földvésetek, leggyakrabban azonban nem szeparálva jelennek meg, hanem kiterjedt rendszereket alkotva. 
A legismertebb geoglifák a Peruban levő Nazca-vonalak, itt a geoglifák egy része egyszerű geometriai ábra, más részük biomorf alakzat. Nazca városától alig 50 kilométerre fekvő Palpa régió mintegy 150 négyzetkilométeres területén számos különös földvésetet találtak, amelyek kialakításához esetenként egész hegycsúcsokat kellett legyalulniuk a készítőknek. A Palpa-vonakkal kapcsolatos érdekes jelenség – igaz nem egyedülálló – hogy az alkotók grafikai felületként használták a területeket. Ha szükséges volt, letöröltek régebbi részeket, hogy új alakzatokat véssenek rájuk.
Az 1920-as években repülők fedeztek fel nagy kiterjedésű geoglifamezőt, mely Közel-Keleten Jordánia, Szaúd-Arábia és Szíria területén helyezkedik el, ahol légifelvételek segítségével nagyszámú kőrajzot sikerült azonosítani. A jelenlegi kutatási eredmények szerint elsődlegesen nem művészi alkotásokként születtek, hanem temetkezési helyek lehettek, gyászszertartások helyszínei, az átvonuló állatoktól védett területekként kialakítva.
Az 1970-es évektől az Amazonas menti őserdők kivágása után Brazíliában is számos, addig rejve maradt geoglifa tűnt elő, melyeket a prekolumbiai civilizáció nyomainak tekintenek.
Az európai kontinensen is tudott számos geoglifa. A brit szigetek bővelkednek az úgynevezett dombrajzokban, melyek közül néhány feltételezhetően nagyon régi, keltákhoz köthető, mások alig egy-két évszázadosak. Ezek az elkülönült angliai rajzolatok rendszeres karbantartást igényeltek. Több helyen a hagyományos letakarítás helyi ünnepség keretében zajlott. Angliában több állatforma és emberalakú ábra közül a dél-angliai Cerne Abbas-i óriás, az ősi Britannia talán egyik leginkább zavarba ejtő emléke, de ismert még a westburyi fehér ló, az uffingtoni fehér ló, vagy a wilmingtoni hosszú ember is.  

## Modern geoglifa

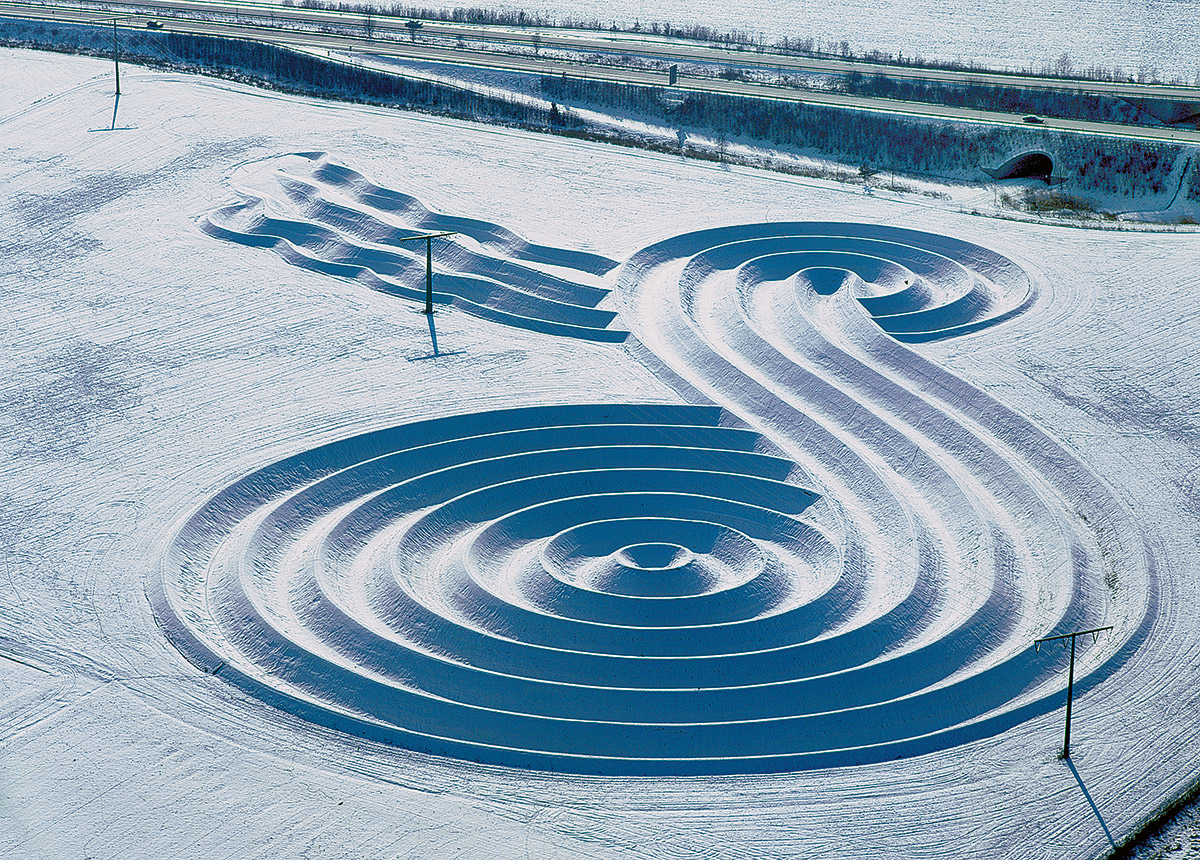
Wilhelm Holderied Egy sziget az időben, land art alkotása a Müncheni repülőtér közelében

A 20. századra megjelentek a modern geoglifák is, az 1960-as évek végén megszülető irányzat a – magyarul tájművészetnek fordított – land art kompozíciók. A földfelületen vagy akár vízfelületen kialakított land art alkotások ugyanakkor gyakran kérész életűek. A modern talajrajzok rendeltetését tekintve a kultikus elemek háttérbe szorultak, helyüket a felülnézeti táj esztétikai átformálása vette át. Témájuk hihetetlen változatosságot mutat, vallási képek, absztrakt, geometrikus játékok, titokzatos ábrák vagy akár gigantikus reklámok is lehetnek.
A reklámszerű geoglifára tipikus példa Chilében, Arica település közelében a Coca Cola logója, melyet a sivatagos területen 1986-ban, a termék 100. születésnapi évfordulója alkalmából 70 000 üres üvegpalackból raktak ki. A felirat körülbelül 40 x 120 méteres területet foglal el, méreténél fogva jól kivehető, amortizálása észlelhető a részletes műholdfelvételeken is.